# EC Oilers Salzburg
Der EC Oilers Salzburg ist ein österreichischer Eishockeyverein. Die erste Mannschaft war zwischenzeitlich in der dritthöchsten österreichischen Spielklasse, der Nationale Amateur Hockey Liga und der Österreichische Amateur Hockey Liga (ÖAHL) aktiv. Die zweite Mannschaft spielt aktuell in der Landesliga Salzburger Eishockey Cup – Division 1.

## Geschichte
Der Vorgängerverein, die „EC SPAR Oilers“ wurden 1990 als Werksteam der Lebensmittelkette Spar gegründet, der eigentliche Verein dann 2005.
Der EC Oilers Salzburg nahm für den größten Teil des Bestehens an der Salzburger Landesliga teil. Da sie diese in den vorangegangenen Saisonen dominiert und drei Mal in Folge den Meistertitel geholt hatten, entschloss sich der Verein im Frühjahr 2009, eine neue Herausforderung zu suchen und in die Oberliga, die niedrigste der drei landesweiten Ligen, aufzusteigen. Der Kader wurde hierzu um einige Spieler erweitert, um den erhöhten Anforderungen gerecht werden zu können. Dennoch gelangten die Oilers in der Saison 2009/10 nicht über den letzten Platz nach dem Grunddurchgang hinaus und unterlagen in 18 der 21 Partien.
2010 erfolgte die Gründung einer zweiten Mannschaft und die Aufnahme der Nachwuchsausbildung. Nach Auflösung der Oberliga starteten die Oilers in der Tiroler Eliteliga. 2012 gehörte der Verein zu den Gründungsmitgliedern der Nationale Amateur Hockey Liga (NAHL), die bis 2014 Bestand hatte. Nach Auflösung der NAHL trat der Verein zur Saison 2014/2015 in der Kärntner Liga Division 1 an und gewann den ersten überregionalen Meistertitel der Vereinsgeschichte.
2018 wurde vom Österreichischen Eishockeyverband die Österreichische Amateur Hockey Liga (ÖAHL) ins Leben gerufen und die EC Oilers Salzburg wechselten daraufhin in die neue dritte Liga Österreichs. Hier spielten sie die Saison 2018/2019, bevor im Juli 2019 die Auflösung der ÖAHL nach nur einer Spielzeit bekannt gegeben wurde.
Neben der Oberliga treten die Oilers mit einer zweiten Mannschaft weiterhin in der Salzburger Landesliga an.

## Spielstätte
Die Heimstätte der Oilers ist die Eisarena Salzburg, die etwa 3.500 Zuschauern Platz bietet und auch die Heimarena des Bundesligisten EC Red Bull Salzburg und der Damenmannschaft der Ravens Salzburg ist.